# 远离尘嚣
《远离尘嚣》（Far from the Madding Crowd）出版于1874年，是英国小说家托马斯·哈代的第四部小说，也是他第一次获得重大文学成就。它最初在《康希尔杂志》（Cornhill Magazine）月刊上匿名发表，获得了广泛的读者群。
这部小说以托马斯·哈代的威塞克斯为背景，故事发生在英格兰西南部农村地区，就像他早先的作品《绿荫下》（Under The Greenwood Tree）一样。它讲述了爱情、荣誉和背叛的主题，背景是维多利亚时代英国农耕社区看似田园诗般，但往往是严酷的现实。小说描写芭思希芭·埃弗汀与她孤独的邻居威廉·波德伍德、忠实的牧羊人加布里埃尔·奥克以及浪费的士兵特洛伊中士三个男人之间的故事。
在出版时，引发许多评论，其中大多是正面的。哈代对1895年版的文本进行了广泛修订，并对1901年版进行了进一步修改。
这部小说拥有持久的影响。2003年，这部小说在英国广播公司（BBC）的调查《大阅读》中名列第48位。 2007年，它在《卫报》有史以来最伟大的爱情故事排行榜上名列第10位。 这部小说也曾被多次搬上舞台，尤其是1967年约翰·施莱辛格执导的同名电影，获得奥斯卡提名。